# Helmut Nerlinger
Helmut Nerlinger (* 27. Februar 1948 in München) ist ein ehemaliger deutscher Fußballspieler.

## Karriere
Aus der Jugend des MTV München von 1879 hervorgegangen, erhielt Nerlinger 1969 einen Lizenzspieler-Vertrag beim Bundesligisten FC Bayern München, für den er am 4. Oktober 1969 (7. Spieltag) beim 4:1-Heimsieg über Werder Bremen – durch Einwechslung in der 73. Minute für Günther Michl – debütierte. Nach vier weiteren Einsätzen endete die Saison und Nerlinger wechselte zum Zweitligisten Kickers Offenbach, für die er nur eine Saison spielte und – nicht zuletzt wegen seiner zwei Tore im Halbfinale des DFB-Pokals gegen den 1. FC Nürnberg (4:2 n. V.) – dazu beitrug, dass sein Verein im Pokalfinale, in dem er in der 60. Minute für Walter Bechtold eingewechselt wurde, den 1. FC Köln mit 2:1 Toren besiegte.
Nach einer Saison in der Regionalliga Berlin bei Tasmania Berlin für die der er in 32 Spielen 23 Tore schoss, wechselte er zu Borussia Dortmund, mit der er nach vierjähriger Zweitklassigkeit den Aufstieg zur Saison 1976/77 schaffte.
Zur Saison 1978/79 wechselte er in die 2. Liga Nord zum Aufsteiger SC Viktoria Köln, bei dem seine Fußballer-Karriere – nicht zuletzt wegen eines Knorpelschadens – im Derby gegen den SC Fortuna Köln (0:1) zu Ende ging.
Für die Vereine in der Bundesliga kam er 57 Mal zum Einsatz und erzielte dabei 4 Tore.

## Sonstiges
Sein am 21. März 1973 geborener Sohn Christian Nerlinger wurde ebenfalls Fußball-Profi beim FC Bayern München und Borussia Dortmund sowie Spieler der A-Nationalmannschaft.
Nerlinger lebt heute in München und ist als Kaufmann tätig.